# إبراهيم روجاس
إبراهيم روجاس هو راكب الكنو كوبي، ولد في 10 أكتوبر 1975 في Santa Cruz del Sur ‏ في كوبا.

## وصلات خارجية
- إبراهيم روجاس على موقع أوليمبيديا (الإنجليزية)